# Matti Mattsson
Matti Mattsson (n. 5 octombrie 1993, Pori, Turku and Pori Province⁠(d), Finlanda) este un înotător finlandez, medaliat olimpic. A participat la 3 ediții ale Jocurilor Olimpice (2012, 2016, 2020) în care a câștigat o medalie de bronz.